# BASF Plant Science
Die BASF Plant Science ist das Pflanzentechnologieunternehmen der Firma BASF. Sie hat ihren Hauptsitz im BASF Agrarzentrum Limburgerhof und im Research Triangle Park, North Carolina, und arbeitet an ihren Forschungsstandorten an der Entwicklung von gentechnisch verändertem Saatgut, um die Leistungsfähigkeit von Pflanzen zu erhöhen und die Möglichkeiten der Nutzung von Pflanzen als nachwachsender Rohstoff zu erweitern.

## Unternehmensprofil
Die BASF Plant Science GmbH wurde 1998 gegründet und beschäftigt derzeit rund 700 Mitarbeiter verteilt auf acht Standorte weltweit.
Die Firma arbeitet an der gentechnischen Optimierung von Pflanzen (Mais, Soja, Baumwolle, Raps, Zuckerrohr, Zuckerrübe, Weizen und Kartoffeln) für eine effizientere Landwirtschaft durch mehr landwirtschaftlichen Ertrag beim Anbau, eine gesündere Ernährung durch höheren Nährstoffgehalt, sowie die Nutzung von Pflanzen als nachwachsende Rohstoffe.
Gemeinsam mit Tochter- und Partnerunternehmen sowie in Kooperationen mit Universitäten und Forschungsinstituten entwickelt die BASF Plant Science neue Verfahren und Anwendungen.
Durch Partnerschaften wie mit Monsanto, KWS, EMBRAPA, oder CTC (Centro de Tecnologia Canavieira) werden die entwickelten Saatgutsorten vertrieben.
Im Januar 2012 beschloss die BASF Plant Science die Verlagerung ihrer Unternehmenszentrale in die USA und der Forschungsaktivitäten von Limburgerhof nach Nordamerika, Gent und Berlin. Einhergehend wurde, basierend auf fehlender Akzeptanz in Europa, die Einstellung der Forschungsaktivitäten für Produkte die ausschließlich für den europäischen Markt konzipiert sind angekündigt. Laufende Zulassungsverfahren werden fortgeführt.

## Produkte
Zwei von der BASF Plant Science entwickelte Produkte, Cultivance und NutriDense, werden von lokalen Züchtern vertrieben.
- Cultivance: Es handelt sich hierbei um eine gegen Unkrautbekämpfungsmittel resistente Soja-Sorte. Diese erhielt 2010 Marktzulassung für Brasilien. Die Vermarktung übernimmt EMBRAPA.[8]
- NutriDense: Ein gezüchteter Futtermais, welcher sich durch einen erhöhten Futternährwert für Schweine, Hühner und Rinder auszeichnet und es erlaubt, mit weniger Futtermittel die gleiche Produktionsmenge von Milch, Fleisch und Eier zu erlangen.[9]
- Amflora ist eine als nachwachsender Rohstoff konzipierte Kartoffel für den europäischen Markt. Die in der Kartoffel enthaltene Amylopektin-Stärke wird nach deren Herauslösen in der Industrie genutzt, um Papier glänzender, Garn reißfester oder Klebstoff haftender zu machen.[10][11]

Eine Reihe weiteren Pflanzensaatgutes befindet sich in der Entwicklungspipeline:
- Mais, Sojabohnen, Raps, Baumwolle: Ziel ist ein höherer Ernteertrag für Landwirte auf der Anbaufläche durch mehr Erntegut und Pflanzen, die besser Trockenheitsperioden überstehen und dabei weniger Ernteausfälle liefern. Die Entwicklung und Vermarktung erfolgt in Kooperation mit Monsanto.[12] Die 2007 beschlossene Zusammenarbeit umfasst ein Forschungsbudget von bis zu 1,5 Mrd. Dollar. 2010 wurde das Portfolio um Weizen erweitert und zusätzliche bis zu eine Mrd. Dollar.[13]
- Zuckerrohr, Zuckerrübe: Ziel ist die Entwicklung von Saatgut, welches bei dem Anbau mehr Zucker pro Produktionsfläche liefert, welcher anschließend als Nahrungsmittel und/oder für die Bioethanol-Herstellung genutzt werden kann.[5]
- Kartoffel:
  - Unter dem Namen Fortuna wird eine Kartoffel entwickelt, welche gegen die Krankheit Kraut- und Knollenfäule resistent ist, eine Kartoffelkrankheit, die selbst heutzutage für die europäischen Landwirte trotz aufwendiger Pflanzenschutzmaßnahmen kaum zu kontrollieren ist.[14] Im November 2011 beantragte die BASF Plant Science die Zulassung der Fortuna-Kartoffelsorte als Lebensmittel. Anwendung soll diese Kartoffelsorte als Pommes-frites- und Kartoffelchips-Kartoffel finden.[15]
  - Neben der bereits kommerziell angebauten Kartoffelsorte Amflora beantragte die BASF Plant Science im August 2010 für Europa die Zulassung für eine weitere Amylopektin-Kartoffelsorte namens Amadea. Die Stärke dieser Kartoffelsorte soll neben dem industriellen Bereich auch in dem Lebensmittelbereich eingesetzt werden. Die Markteinführung ist für 2013/2014 geplant.[16]
- Nachwachsende Rohstoffe: Im Bereich der Nutzung von Pflanzen als nachwachsende Rohstoffe sind weitere Produkte in der Entwicklung, z. B. Omega-3-Fettsäuren, welche in der Lebensmittelindustrie Anwendung finden,[17] wie auch Astaxanthin, das in der Lachsindustrie als Futtermittelfarbstoff eingesetzt wird.[18]